# Jeffrey Klarik
Jeffrey Klarik ist ein US-amerikanischer Drehbuchautor und Produzent.

## Leben
Zusammen mit seinem Lebensgefährten David Crane entwickelte er die erfolgreiche Comedy-Serie Episodes, welche in mehr als 182 Ländern zu sehen ist. Klarik und Crane, einer der Mitentwickler der Erfolgsserie Friends, hatten auch die Idee zur Serie The Class. Er war Co-Produzent der NBC Sitcom Verrückt nach dir. 2002 entwickelte er die Series Half & Half.
Im Januar 2011 startete Episodes in den USA und im Großbritannien. Star der Serie ist der ehemalige Friends-Schauspieler Matt LeBlanc.
Klarik wurde viermal für einen Emmy nominiert: 1995 für Mad About You in der Kategorie „Outstanding Comedy Series“ sowie 2011, 2013 und 2014 für Episodes in der Kategorie „Outstanding Writing for a Comedy Series“.

## Filmografie
- 1990–1996: Dream On (Fernsehserie) (Drehbuch)
- 1992–1999: Verrückt nach dir (Mad About You, Drehbuch, Co-Produzent)
- 1995–1998: The Naked Truth (Fernsehserie) (Produzent, Drehbuch)
- 1996–1997: Ink (Produzent, Drehbuch)
- 2001: Carly (Pilot) (Idee, geschäftsführender Produzent)
- 2002: B.S (Pilot) (Idee, geschäftsführender Produzent)
- 2002–2006: Half & Half (Idee, Consulting Producer)
- 2006–2007: The Class (Idee, Drehbuch, geschäftsführender Produzent)
- seit 2011: Episodes (Idee, geschäftsführender Produzent)
- Fourplay (Pilot) (Idee, geschäftsführender Produzent)
- By Anne Nivel (Pilot) (Idee, geschäftsführender Produzent)
- Kiss the Bride (Pilot) (Idee, geschäftsführender Produzent)